# Гусикова гора
Гу́сикова гора́ — комплексна пам'ятка природи місцевого значення в Україні. Розташована в межах Городоцького району Хмельницької області, за 1,5 км на південний схід від села Кам'янка. 
Площа 97,3 га. Була зарезервована для наступного заповідання рішенням Хмельницького облвиконкому № 7 від 25.10.1992 року. Оголошена об'єктом природно-заповідного фонду Рішенням 29 сесії Хмельницької обласної Ради 7 скликання від 20 грудня 2019 року № 32-29/2019. Перебуває у віданні: Сатанівська селищна рада. 

## Опис
Статус присвоєно для збереження окремої безлісої товтри протяжністю бл. 2 км, вкритої лучно-степовою рослинністю. Трапляються види степової та лучно-степової флори, занесені до Червоної книги України.